# تشن شيان جين
تشن شيان جين (الصينية: 陳建仁؛ بينيين: تشن جيان رن؛ بيخوتسي: تان كيان جين، ولد 6 يونيو 1951) هو نائب الرئيس المنتخب لتايوان. وهو متخصص في علم الاوبئة من خلال التدريب وكان سابقا نائب رئيس أكاديمية سينيكا، المؤسسة البحثية الرائدة في تايوان. وهو أيضا عضو في مجلس أمناء جامعة فو جين الكاثوليكية.